# Andrea Šušnjara
Andrea Šušnjara, född 26 februari 1987 i Split, är en kroatisk sångerska. 2004 debuterade hon i DORA, den nationella kroatiska uttagningen till Eurovision Song Contest, och kom då på en andraplats med låten Noah. Andrea Šušnjara representerade tillsammans med Igor Cukrov Kroatien med låten Lijepa Tena (Vackra Tena) i Eurovision Song Contest 2009. Hon är sångerska i popgruppen Magazin sedan 2010.